# 科學技術情報通信部
科學技術情報通信部（韩语：／ Gwahak Gisul Jeongbo Tongsin-bu */?），簡稱科技情通部，是韩国的中央行政機關，部门首长称科學技術情報通信部长（：／），同时被任命为国务委员。

## 沿革
- 1967年3月30日 - 成立科學技術處。
- 1998年2月28日 - 原本的科學技術處編組為科學技術部。
- 2004年10月18日 - 科技部長由科学技术副总理兼任。
- 2008年2月29日 - 將科學技術部與相關教育人才資源部整合，新成立教育科學技術部。
- 2013年3月23日 - 將教育科學技術部與國家科學技術委員會之業務分拆兩部，同時整併國家傳播委員會及知識經濟部，新成立未來創造科學部。
- 2017年7月26日 - 重新命名為科學技術情報通信部

## 职责
- 韓國的創新科學技術政策之制定、統整、調配。
- 科学技术革新政策、相關產業政策等制定与调整。
- 原子能与科学技术的合作以及其他科技振兴相关事宜。
- 通信科技之創新技術政策的制定與調整

## 组织

### 官员
| - 部長（／） - 发言人 - 监察官 - 部長政策顾问 | - 第一次長 - 創造経済調整官 - 企画調整室長 - 政策企画官 - 国際協力官 - 非常安全企画官 | - 第二次長 |

### 下属机构
| - 国立電波研究院 - 電波試験認証中心 - 宇宙電波中心 | - 中央電波管理所 - 衛生電波監視中心 - 電波管理所（首爾、釜山、光州、大田、大邱、江陵、全州、濟州、清州、蔚山） | - 国立中央科学館 - 国立果川科学館 - 韓國郵政 |  |

### 附属机构
| - 運营支援課 - 研究開発政策室 - 基礎源泉研究政策官 - 巨大公空研究政策官 - 研究成果革新政策官 | - 科学技術战略本部 - 科学技術政策官 - 研究開发投資審議官 - 成果评价革新官 - 創造经济企画局 - 未来人材政策局 | - 資訊通信政策室 - 網際網路融合政策官 - 資訊通信産業政策官 - 軟體政策官 - 資訊保護政策官 - 放送振興政策局 - 通信政策局 - 電波政策局 |